# 오스카 쿨만
오스카 쿨만 (Oscar Cullmann, 1902년 2월 25일,  1999년 1월 16일)은 루터교 전통의 개신교 신학자였다. 그는 에큐메니칼 운동과 관련된 그의 활동이 가장 잘 알려져 있으며, 루터교와 로마 가톨릭의 전통 사이에서 대화를 성립시키는데 공헌했다. 그의 강렬한 에큐메니칼 일로 인해,  바젤 (Basel)의 동료 칼 바르트(Karl Barth)는  "세 명의 교황에 대한 자문자라고 그의 묘비가 새겨질 것이라고 농담을 하였다. 그의 신학에서 가장 유명한 공헌은 '이미'와 '아직 아니'라는 시작된 종말론의 새로운 주장은 실현된 종말론을 주장한 C.H. 다드와 철저한 종말론을 주장한 슈바이처의 종말사관에 반대하면서도 바르트나 불트만의 견해에도 반대한 획기적인 발상으로 인정받는다. 그는 구속사 신학을 주장하였다.

## 신학
그는 신약성경에 관하여 순전히 기능적으로 기독론을 주장하였는데, 로버트 레담은 이 견해에 관하여 하나님 중심의 해석에서 이 세상 중심의 인간중심으로 옮겨진 것으로 비판하는데, 그것은 이러한 현상이 하나님의 계시라는 측면을 무시하였다는 이유이다.

## 같이 보기
기독론 개론

## 저서들
- Baptism in the New Testament
- Christ and Time
- Peter: Disciple, Apostle and Martyr
- The Christology of the New Testament
- Early Christian Worship
- Salvation in History
- The Immortality of the Soul or the Resurrection of the Body: The Witness of the New Testament (available online)